# La Bataille de Midway (film, 1976)
Cet article concerne le film de 1976. Pour le film de 2019, voir Midway (film, 2019). Pour le documentaire de John Ford, voir La Bataille de Midway. Pour les autres significations, voir Midway.
Pour plus de détails, voir Fiche technique et Distribution.
La Bataille de Midway (Midway) est un film de guerre américain réalisé par Jack Smight en 1976. 
Le film commence par le raid de Doolittle sur Tokyo, mentionne brièvement la bataille de la mer de Corail, puis raconte la bataille de Midway qui décida du sort de la guerre dans le Pacifique. Jusque-là, et après le match nul de la bataille de la mer de Corail, la Marine impériale japonaise était à l'offensive alors que l'US Navy était plutôt sur la défensive en attendant le renforcement de ses moyens humains et matériels. L'amiral japonais Isoroku Yamamoto élabora alors un plan complexe pour surprendre et éliminer les porte-avions restants. Mais il ignorait que les Américains avaient décrypté le code de communication japonais et savaient que la rencontre aurait lieu à Midway. L'amiral Chester Nimitz joua un coup de poker en y envoyant les trois porte-avions américains disponibles, dont le Yorktown qui avait été endommagé lors de la bataille de la mer de Corail et réparé à la hâte.
Une intrigue secondaire du film montre un pilote américain amoureux d'une jeune Japonaise vivant à Pearl Harbor. C'est l'occasion de montrer l'internement des familles d'origine japonaise habitant à Hawaï, même si elles étaient de nationalité américaine.
Lors de sa sortie dans les salles, ce long-métrage est l'un des rares à avoir exploité le dispositif d'effets spéciaux sonores Sensurround, initié avec le film Tremblement de terre (1974) de Mark Robson.

## Synopsis
Le 18 avril 1942 pendant la Seconde Guerre mondiale, une escadrille de bombardiers B-25 partie du porte-avions Hornet lance un raid éclair sur Tokyo. La frappe surprend la marine impériale japonaise et son commandant, l'amiral Isoroku Yamamoto. Avec ces preuves tangibles de la menace posée par les porte-avions de la flotte américaine du Pacifique sur le Japon, Yamamoto conçoit un plan pour attirer la flotte américaine et la détruire une fois pour toutes en la forçant à faire front face à l'attaque des îles Midway.
À Pearl Harbor, le capitaine Matt Garth est chargé d'évaluer les progrès de décryptage à la station HYPO, dirigée par le commandant Joseph Rochefort, qui a partiellement déchiffré le code JN-25 de la marine japonaise, indiquant qu'une opération majeure aura bientôt lieu à un endroit que les Japonais appellent « AF ». Garth est également invité par son fils, l'aviateur naval Tom Garth, à aider à libérer sa petite amie Haruko Sakura, une fille d'immigrants japonais née aux États-Unis qui a été internée avec ses parents, en appelant ses faveurs pour que les accusations portées contre la famille soient abrogés. Yamamoto et son état-major présentent leurs plans pour Midway aux commandants qui ont été choisis pour mener l'attaque — les amiraux Chūichi Nagumo et Tamon Yamaguchi de la force aéronavale japonaise et l'amiral Nobutake Kondō de la force d'invasion marine.
Après la bataille peu concluante de la mer de Corail, Rochefort utilise une ruse simple (mais tout à fait historique) pour confirmer qu' « AF » est bien ce qu'il suppose être : Midway. Connaissant maintenant le lieu et à peu près la date de l'attaque, l'amiral Nimitz et son état-major envoient les porte-avions Enterprise et Hornet, complétés par le Yorktown endommagé pendant la bataille de la mer de Corail et réparé à la hâte, à un point au nord de Midway à l'affût de la flotte japonaise. Pendant ce temps, Matt Garth n'a pas réussi à libérer les Sakura, exaspérant Tom.
La bataille commence le 4 juin alors que la force aéronavale de Nagumo lance son attaque aérienne sur l'île Midway. La base américaine est endommagée mais la piste d'atterrissage reste utilisable, ce qui signifie que Midway peut encore lancer des avions. La flotte japonaise est alors repérée par des avions éclaireurs ; les porte-avions américains lancent leurs avions en réponse. Pendant ce temps, Nagumo est stupéfait d'apprendre par un avion de reconnaissance la présence du Yorktown, perturbant ses plans pour une deuxième frappe sur Midway ; il ordonne que ses avions soient rapidement réarmés de torpilles pour une attaque contre le porte-avions américain.
Les bombardiers torpilleurs du Hornet sont les premiers avions américains à repérer la flotte japonaise. Ils attaquent sans protection de chasseurs et sont massacrés par la chasse japonaise. Tom est gravement brûlé lorsque des coups déclenchent un incendie dans son cockpit. Les chasseurs japonais, cependant, sont attirés à basse altitude par les avions torpilleurs volant à basse altitude, les laissant hors position lorsque les bombardiers en piqué de l'Enterprise et du Yorktown arrivent. Alors que les Japonais se préparent à lancer leur deuxième vague, les bombardiers américains attaquent et endommagent trois des porte-avions japonais - l’Akagi, le Kaga et le Sōryū - en feu en quelques minutes.
Le porte-avions japonais restant, le Hiryū, lance immédiatement des avions. Suivant les bombardiers américains de retour, ils découvrent bientôt le Yorktown et lui infligent de graves dégâts. L'équipage parvient à maîtriser les incendies alors qu'un avion de reconnaissance rapporte que le Hiryu a été repéré. Sous les ponts, Matt rencontre Tom et se réconcilie avec lui. En raison d'une pénurie de pilotes, Matt rejoint la contre-attaque contre le Hiryu juste avant la deuxième vague de frappes aériennes. Le Yorktown est bientôt entièrement en proie au feu et l'ordre est donné d'abandonner le navire.
Le Hiryu est coulé, portant un coup fatal à l'invasion nippone. Les avions américains reviennent sur l'Enterprise et le Hornet mais Matt, avec son avion gravement endommagé, est tué lors de l'atterrissage. Yamamoto reçoit l'annonce de la perte de sa force aéronavale. L'amiral ordonne un retrait général alors qu'il réfléchit à la manière dont il s'excusera pour son échec auprès de l'empereur.

## Fiche technique
- Scénario : Donald S. Sanford (en)
- Production : Walter Mirisch pour Mirisch Corporation et Universal Pictures
- Musique : John Williams
- Photographie : Harry Stradling Jr.
- Montage : Robert Swink et Frank J. Urioste
- Durée : 132 min
- Pays :  États-Unis
- Langue : anglais
- Couleur : Technicolor
- Aspect Ratio : 2.35 : 1
- Son : SenSurround (Westrex Recording System)
- Classification : France : U / USA : PG
- Dates de sortie :
  - États-Unis : 18 juin 1976
  - France : 9 février 1977

## Distribution
| - Charlton Heston (VF : Raymond Loyer) : Capt. Matthew Garth (fictif) - Edward Albert : Ens. Thomas Garth - Henry Fonda (VF : François Chaumette) : Adm. Chester Nimitz - James Coburn (VF : Jacques Deschamps) : Capt. Vinton Maddox - Glenn Ford (VF : Roland Ménard) : Rear Admiral Raymond A. Spruance - Hal Holbrook (VF : Georges Aubert) : Cmdr. Joseph Rochefort - Toshirō Mifune (VF : Jean Michaud) : Adm. Isoroku Yamamoto - Robert Mitchum (VF : Jean-Claude Michel) : Vice Adm. William F. « Bull » Halsey Jr. - Cliff Robertson (VF : Henry Djanik) : Cmdr. Carl Jessop - Robert Wagner (VF : Jean Fontaine) : Lt. Cmdr. Ernest L. Blake - Robert Webber (VF : Claude Joseph) : RAdm. Frank J. « Jack » Fletcher - Ed Nelson (VF : Pierre Jolivet) : RAdm. Harry Pearson - James Shigeta (VF : Jean-Henri Chambois) : Vice Adm. Chūichi Nagumo - Christina Kokubo (VF : Sylvie Feit) : Miss Haruko Sakura - Monte Markham (VF : Jacques Thébault) : Lt. Cmdr. Maxwell F. Leslie - Biff McGuire : Capt. Miles Browning - Christopher George : Lt. Cmdr. Clarence Wade McClusky - Kevin Dobson (VF : Daniel Gall) : Ens. George H. Gay - Glenn Corbett : Lt. Cmdr. John C. Waldron - Gregory Walcott (VF : Alain Nobis) : Capt. Elliott Buckmaster (en) - Pat Morita (VF : Jean-Louis Maury) : RAdm. Ryūnosuke Kusaka - John Fujioka (en) (VF : François Valorbe) : RAdm. Tamon Yamaguchi - Dale Ishimoto (VF : Raoul Curet) : Vice Adm. Boshirō Hosogaya - Dabney Coleman (VF : Jean Berger) : Capt. Murray Arnold - Larry Pennell : Capt. Cyril Simard | - Clyde Kusatsu (VF : Albert Augier) : Cmdr. Watanabe - Phillip R. Allen : Lt. Cmdr. John S. 'Jimmy' Thach - Tom Selleck (VF : Marc Cassot) : Adjoint du Capt. Cyril Simard - Sab Shimono : Lt. Tomonaga - Conrad Yama (VF : Roger Lumont) : Adm. Nobutake Kondō - Robert Ito (VF : Marc de Georgi) : Cmdr. Minoru Genda - Alfie Wise : Dobbs - Steve Kanaly : Lt. Cmdr. Lance E. « Lem » Massey - Dennis Rucker : Ens. Manson - Erik Estrada (VF : Serge Lhorca) : Ramos, pilote - Larry Csonka : Cmdr. Delaney (non crédité) - Sean Garrison : Lt. Cmdr. Ken Cunningham (non crédité) - Ned Gill : Downes, marin (non crédité) - Redmond Gleeson (VF : Jacques Ferrière) : soldat Dombrowski (radio) (non crédité) - David Hirokane : Lt. Shima (non crédité) - Jim Ishida : Lt. Takeo Koda (non crédité) - Lloyd Kino (VF : Michel Gudin) : Capt. Aoki (non crédité) - David Macklin : Lt. Jack Reid (non crédité) - Sandy McPeak : Capt. Thomas (non crédité) - Chuck Morrell (VF : Roger Crouzet) : soldat Andy (non crédité) - Frank Parker : Deke (non crédité) - Clint Ritchie : Lt. Cmdr. Charles Fenton (non crédité) - Mitch Ryan : RAdm. Aubrey W. Fitch (non crédité) - John Schuck (VF : Marc Jolivet) : Wilson (non crédité) - Susan Sullivan : Ann (version TV) (non crédité) - John Lupton : Officier testant un largage de bombe (non crédité) |

## Production
Le film fut tourné dans les bases navales de Terminal Island et Long Beach (Californie) et Pensacola (Floride).
Les scènes embarquées (du côté américain mais aussi japonais) furent tournées à bord du Lexington qui était encore en service pour l'entrainement des pilotes dans le golfe du Mexique. Il ne fut retiré du service qu'en 1991 pour servir de musée flottant à Corpus Christi au Texas.
Il a été tourné avec le procédé d'enregistrement Sensurround. Une piste sonore supplémentaire a été ajoutée pour les sons graves dans les scènes de bataille ou à proximité de moteurs.
Le début du film est tiré du film en noir et blanc Trente Secondes sur Tokyo.
La production a acheté plusieurs séquences du film Tora ! Tora ! Tora ! :
- décollage à l'aube d'un porte-avions d'avions japonais, avec la clarté qui augmente au fur et à mesure que les avions décollent ;
- attaque de Pearl Harbor reprise pour simuler l'attaque sur Midway (même si la base de Midway était infiniment plus petite que celle de Pearl Harbor) ;
- destruction de PBY Catalina au sol ;
- décollage d'un vol de Curtiss P-40 Warhawk ;
- atterrissage d'un B17 sur une roue pendant l'attaque de Pearl Harbor.

Beaucoup d'extraits historiques (parfois bien postérieurs à l'époque de la bataille, comme le repérage de la flotte japonaise par le PBY, qui est en réalité une image d'archive de la bataille du Golfe de Leyte en 1944) ont aussi été utilisés. Pour éviter la différence de qualité d'image, celle du film a été un peu baissée.
Quelques séquences sont utilisées deux fois dans le film.
Une version TV plus longue de 33 minutes a aussi été produite avec une intrigue sentimentale autour du personnage de Charlton Heston et un personnage féminin joué par Susan Sullivan. Des séquences pour illustrer la bataille de la mer de Corail au début du film ont aussi été ajoutées.

## Analyse

### Anachronismes
- À côté des Grumman F4F Wildcat, il y a présence de Grumman F6F Hellcat et F4U Corsair qui ne furent engagés que plus tard dans le conflit. Les Brewster F2A Buffalo utilisés pendant la bataille réelle, alors qu'ils étaient des modèles dépassés, sont absents du film (puisqu'aucun exemplaire en état de vol n'a survécu au conflit mondial), bien qu'ils y soient mentionnés.
- Pour insérer des séquences spectaculaires (telle celle d'un F4F Wildcat coupé en deux à l'appontage), il y a des séquences incohérentes (deux séquences se suivent avec un avion qui change de marques de peinture. C'est par exemple le cas de l'appontage fatal du SBD Dauntless piloté par le personnage joué par Charlton Heston. Un Curtiss SB2C Helldiver s'écrase sur le porte-avions, avant de se transformer rapidement en jet F9F Panther (mis en service en 1950), puis redevenir un avion à hélice qui brûle totalement[1].
- Le film ne montre pas les premières attaques aériennes américaines de la bataille, qui avaient été réalisées par des bombardiers Boeing B-17 Flying Fortress et B-26 Marauders, ainsi que celles des bombardiers torpilleurs TBF Avenger ayant décollé de Midway.